# 八所宮
八所宮（はっしょぐう）とは、福岡県宗像市に位置する神社である。「八所神社」ともいう。

## 由来
伊邪那岐命や伊邪那美命ほか四夫婦神が祭神であることから「八所宮」と言われている。

## 逸話
神武天皇が日向国から大和国に東征する途中、現在の遠賀郡付近を通った折、祭神達が赤馬に乗って現れ、人民を指揮し皇軍に従い、永く赤間の地の守護神であることを誓ったとされる。
神武天皇のご神託で674年より現在地にまつられている。
この辺一帯を古くは「秋郷」（あきのさと）または「赤馬（あかま）」と呼びそれが転じて赤間となる。
遣唐使がここで航海の安全を祈ったり、昔から武将の信仰が厚い神社であったといわれる。

## 社宝
小野東風の書といわれる扁額がある。

## 平和の洪鐘と呼ばれていた鐘について
「平和の洪鐘」は約600年前に芦屋釜で造られた鐘で氏子が寄進したが、それを豊臣秀吉が持ち去り広島県の厳島神社に奉納、1984年（昭和59年）に氏子の再三の要望で赤間に戻ってきたが、しかしもともと秀吉の戦利品で厳島に奉納し、既に広島県指定の文化財となっていたもので、あくまで「貸し出し」というものである。しかし20年を超える長期貸出の文化財という異常状態であったため、2013年（平成25年）、文化庁、広島県及び厳島神社側の要請もあり、再び鐘は厳島神社に戻された。

## 祭り
毎年10月上旬に八所宮秋季大祭がある。

## アウトドア施設
以前キャンプ場があったが、現在は閉鎖されている。ボーイスカウト・ガールスカウト活動時のみキャンプ地として開放。

## アクセス
北九州市・福岡市方面からは、JR教育大前駅で下車し、西鉄バス赤間営業所より、直方行きのバスで「吉留」バス停まで行き、そこから徒歩で約12分。
筑豊方面からは、JR直方駅より、赤間営業所行きのバスで「吉留」バス停より徒歩で約12分。